# Jagdgeschwader 108
A Jagdgeschwader 108 foi uma asa de treino de pilotagem de caças da Luftwaffe, durante a Alemanha Nazi. Foi formada no dia 1 de julho de 1943 em Bad Vöslau, a partir do Stab/Flugzeugführerschule A/B 62. No dia 14 de abril de 1945 a unidade foi extinta.

## Comandantes
- Hptm Kurt Müller, 1 de julho de 1943 - julho de 1944[2]
- Maj Georg Michalek, julho de 1944 - 14 de abril de 1945[2]